# Xanthia obscura
Xanthia obscura là một loài bướm đêm trong họ Noctuidae.